# Jordi Manganes
Jordi Manganes (en llatí Georgius Manganes, en grec medieval Γεώργιος ὁ Μαγγάνης) va ser un dels secretaris de l'emperador Aleix I Comnè quan aquest estava assetjant Constantinoble l'any 1081, en la lluita contra el seu rival Nicèfor III Botaniates.
Era un home astut, especialista en trobar excuses pels retards en les coses que el seu cap volia demorar. En l'Alexíada, Anna Comnena fa un joc de paraules amb el seu nom i el verb μαγγανεύω (manganevo), que significa ‘embolicar la troca’.